# قاي شاربونو
قاي شاربونو هو سياسي كندي، ولد في 21 يونيو 1922 في تروا ريفيير في كندا، وتوفي في 18 يناير 1998. نشط حزبياً في الحزب الكندي التقدمي المحافظ. وقد انتخب رئيس مجلس الشيوخ ‏ (2 نوفمبر 1984 – 6 ديسمبر 1993) وانتخب عضو مجلس الشيوخ الكندي ‏.